# Dorpscommissie (Nepal)

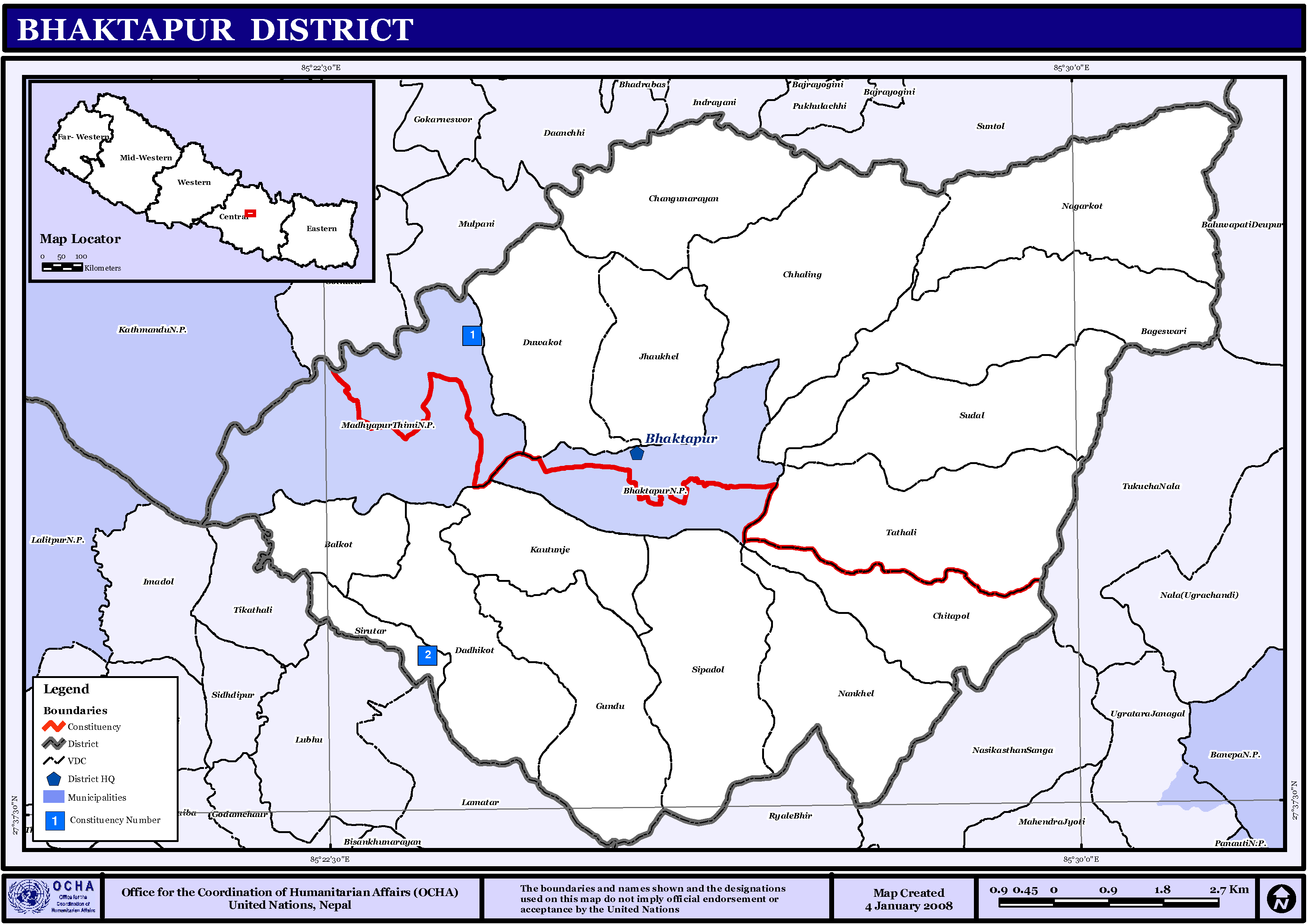
De onderverdeling in het district Bhaktapur.

Een dorpscommissie (Engels: village development committee (VDC), Nepalees: गाउँ बिकास समिति; Gāun Bikās Samiti) is in Nepal is het laagste bestuursniveau in de politiek van het land.
Ieder district is onderverdeeld in verschillende VDC's, ook wel vergelijkbaar met een gemeente, maar dan met grotere interactie tussen het bestuur en het volk en daarnaast een grotere administratieve rol. In totaal zijn er 3915 dorpscommissies in heel Nepal. Dorpscommissies kunnen weer onderverdeeld zijn in kiesdistricten.